# Sport en Estonie
 (octobre 2015).
Si vous disposez d'ouvrages ou d'articles de référence ou si vous connaissez des sites web de qualité traitant du thème abordé ici, merci de compléter l'article en donnant les références utiles à sa vérifiabilité et en les liant à la section « Notes et références ».
Le sport en Estonie joue un rôle important dans la culture estonienne. La première participation du pays en tant que nation a lieu aux Jeux olympiques d'été de 1920, bien que son Comité national olympique ne soit créé qu'en 1923. Les athlètes estoniens ont participé à tous les Jeux olympiques jusqu'à ce que le pays soit été annexé par l'Union soviétique en 1940. L'Estonie a remporté la plupart de ses médailles olympiques en haltérophilie, lutte, et ski de fond.

## Disciplines

### Athlétisme
L'athlétisme gagne en popularité en Estonie, à la suite de certains succès dans ce sport.
Jüri Lossmann est arrivé deuxième en marathon aux Jeux olympiques de 1920. Aleksander Klumberg-Kolmpere a remporté la médaille de bronze en 1924 dans la compétition de décathlon masculin.
Le décathlonien Erki Nool, champion d'Europe en 1998 et champion olympique en 2000, participe aux bons résultats de son pays de 2000 à 2009 où l'Estonie a gagné au moins une médaille en compétition internationale majeure chaque année.
Quelques athlètes estoniens remarquables : Erki Nool, Gerd Kanter, Andrus Värnik, Rasmus Magi, Aleksander Tammert, Pavel Loskutov, Jüri Lossmann, Aleksander Klumberg-Kolmpere.

### Aviron
L'aviron est un sport très populaire en Estonie. L'une des raisons est Jüri Jaanson, mais il y a aussi d'autres rameurs bien connus en Estonie,. De 2004 à 2009, l'Estonie a gagné au moins une médaille en compétition internationale majeure chaque année. Après six années d'échec, l'Estonie a remporté la médaille de bronze en quatre de couple lors des championnats du monde 2015.

### Bandy
L’équipe nationale d'Estonie de bandy joue en division B au championnat du monde de bandy.

### Basket-ball
L'équipe d'Estonie de basket-ball, placée sous l'égide de la Fédération d'Estonie de basket-ball, a terminé deux fois à la 5e place a'un championnat d’Europe.
Martin Müürsepp, qui a fait une partie de carrière en NBA, et Tiit Sokk sont deux joueurs emblématiques estonien.

### Beach volley-ball
Kristjan Kais et Rivo Vesik jouaient au FIVB Beach Volley World Tour. En 2007, ils ont gagné l'Open de Zagreb et ont participé aux Jeux olympiques de 2008.

### Criquet
L'Estonie abrite une variante unique du jeu de cricket sur glace. Le Championnat du monde de cricket sur glace a lieu chaque année dans la ville estonienne de Tallinn et est joué sur la surface d'un lac gelé. Ces tournois sont maintenant parrainés par Bulmers Cider origine, Scottish & Newcastle, et ils se déroulent de janvier à fin mars. En 2007, l'Association de cricket Estonie fut formé. La ligue se compose de quatre équipes basées à Tallinn qui se font concurrence dans un format de tournoi à la ronde. Les joueurs qui sont membres de l'Association de cricket estonienne sont admissibles à être sélectionnés pour l'équipe nationale de cricket.

### Cyclisme
Aavo Pikkuus a remporté une médaille d'or olympique avec l'Union soviétique en 1976.
Erika Salumäe est un coureur estonien piste cyclable qui a remporté la première médaille d'or olympique pour l'Estonie après que le pays ait retrouvé son indépendance en 1991.
Jaan Kirsipuu a été le meilleur coureur cycliste de route estonien. Il a remporté quatre étapes du Tour de France et une étape du Tour d'Espagne. Jaan Kirsipuu a également porté le maillot jaune pendant six jours dans le Tour de France 1999.
Rein Taaramäe a terminé le Tour de France 2011 à la 11e place et a remporté la 14e étape du Tour d'Espagne 2011. Il a également occupé le maillot blanc pour les 8e et 9e étapes dans le Tour de France 2012.

### Escrime

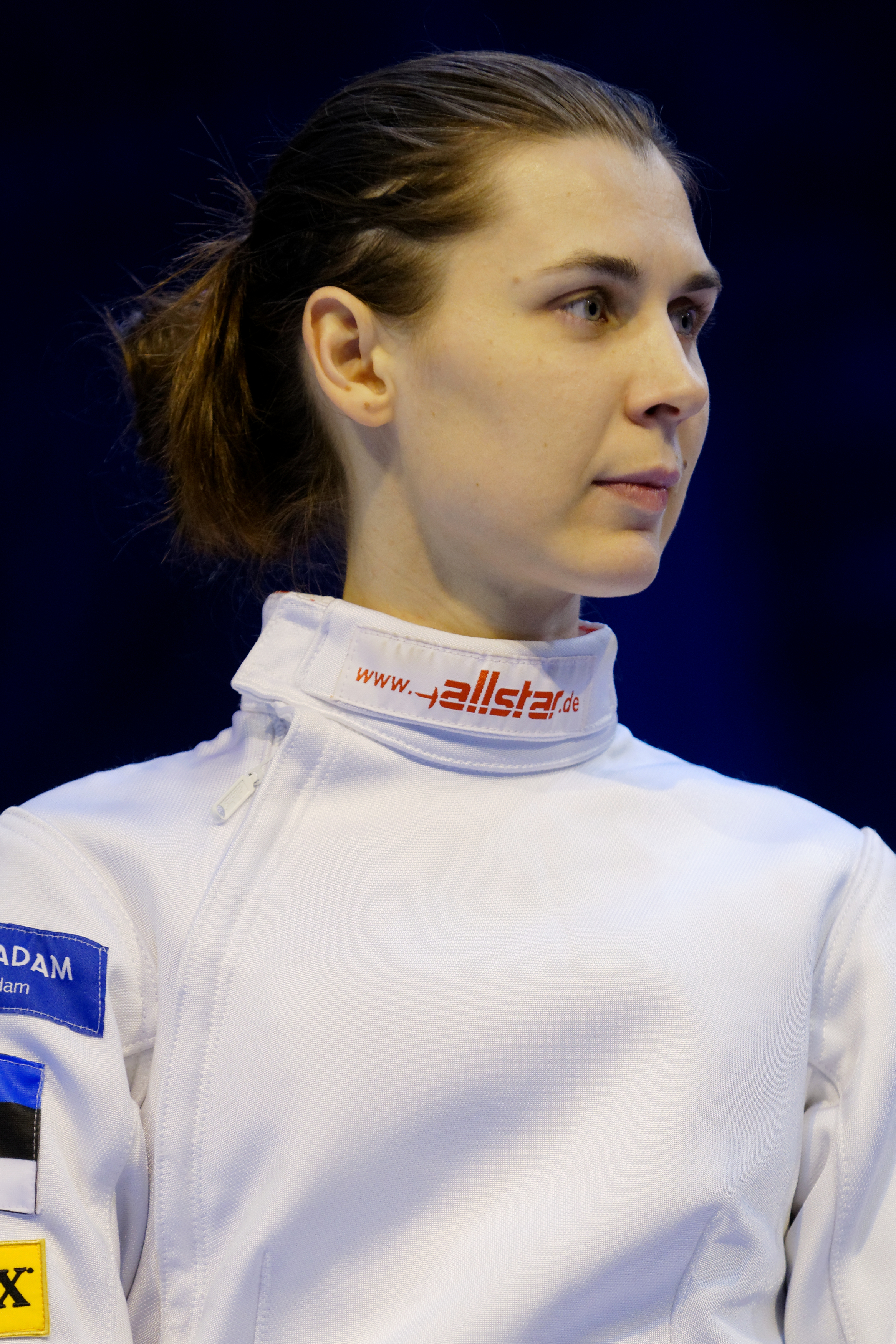
Irina Embrich.

L'escrime estonienne a remporté plusieurs victoires au cours des dernières décennies.
Oksana Iermakova est devenue la première championne du monde d'escrime pour l'Estonie en gagnant l'épreuve individuelle d'épée en 1993.
Irina Embrich a remporté des médailles ces dernières années.
Nikolai Novosjolov est devenu champion du monde en 2010 et 2013. Lors de ces derniers championnats Julia Beljajeva a également remporté la médaille d'or. Les deux équipes à l'épée, des femmes et des hommes, ont remporté plusieurs médailles.
L'Estonie a remporté 14 médailles aux championnats du monde d'escrime et plusieurs médailles aux championnats d'Europe d'escrime.
Les escrimeurs notables en Estonie sont : Nikolai Novosjolov, Julia Beljajeva, Irina Embrich, Erika Kirpu, Sven Järve, Kaido Kaaberma, Maarika Võsu et Oksana Iermakova.

### Floorball
Le floorball gagne en popularité grâce aux bons résultats de l’équipe nationale.

### Football
voir aussi: Football en Estonie
Le football est l'un des sports les plus populaires avec plus de 9 000 licenciés. À la date de novembre 2018, le meilleur résultat de l'équipe nationale est une place en barrages d'accès à l'Euro 2012. Où les Estoniens s'étaient inclinés face l'équipe de la république d'Irlande (0-4, 1-1).
Le championnat d'Estonie de football (estonien : Meistriliiga) a été créé en 1921. Arrêté par la Seconde Guerre mondiale en 1940, le championnat d'Estonie reprit en 1945 en tant que partie de l'URSS. Le championnat d'Estonie, en tant que nation indépendante, reprit en 1992, lors de l'indépendance recouvrée.
En 2015, le championnat estonien était classée 48e au classement UEFA. De ce fait le champion d'Estonie est qualifié pour le premier tour qualificatif de la ligue des champions. Trois autres places sont qualificatives pour le premier tour de la ligue europa.

### Haltérophilie
Par le passé l'Haltérophilie était un pourvoyeur de médailles pour l'Estonie.
Haltérophiles notables estoniens : Jaan Kikkas, Arnold Luhaäär, Alfred Neuland, Alfred Schmidt, Jaan Talts, et Harald Tammer.

### Hockey sur glace
Le hockey sur glace est un autre sport populaire en Estonie avec près de 900 licenciés. L’équipe nationale masculine est en division mondiale 1B depuis 2015, elle s'est classée 27e au Championnat du monde de hockey sur glace 2015.
Le championnat d'Estonie de hockey sur glace se nomme Eesti Meistrivõistlused et comprend six équipes.
Le HC Big Diamonds Tartu, concourt dans le Championnat de Lettonie de hockey sur glace.

### Formule 1
Marko Asmer est un pilote de course automobile et le premier Estonien à tester une voiture de Formule 1.
Kevin Korjus a remporté le championnat Eurocup Formula Renault 2.0 2010.

### Judo
Depuis 1996, l'Estonie a remporté plusieurs médailles dans les grandes compétitions internationales. Les athl-tes de l'Estonie remportent trois médailles lors des compétitions olympiques, trois médailles de bronze, par Aleksei Budõlin et Indrek Pertelson en Judo aux Jeux olympiques d'été de 2000, Pertelson remportant également une médaille de bronze en Judo aux Jeux olympiques d'été de 2004. Lors des Championnats du monde de judo, Indrek Pertelson remporte l'argent en 1999, Alexei Budolin l'argent en 2001, Pertelson l'argent et Budolin le bronze en 2003. Les judokas estoniens remportent également quinze médailles aux Championnats d'Europe de judo.
Indrek Pertelson, Alexei Budõlin et Martin Padar sont les judokas les plus célèbres de ces dernières années.

### Lutte
La lutte était un sport populaire avec de nombreux succès pour l'Estonie entre 1920 au 1936.
Lors des mondiaux 2006, Heiki Nabi est devenu le premier champion du monde de lutte amateur pour l'Estonie. Aux Jeux olympiques de 2012, Nabi a remporté la médaille d'argent en 120 kg gréco-romaine masculine. Nabi a continué sa carrière remportant une deuxième médaille d'or mondiale, en 2013, une médaille de bronze aux Championnats du monde de 2014 et une médaille d'argent en 2017.
Lutteurs notables estoniens : Aleksander Aberg, Georg Hackenschmidt, Georg Lurich, Osvald Kapp, Martin Klein, Anton Koolmann, Johannes Kotkas, Albert Kusnets, Août Neo, Eduard Pütsep et Voldemar Vali.
Kristjan Palusalu reste l'un des athlètes les plus connus en Estonie.

### Motocross
Tanel Leok est un coureur de motocross estonien qui participe au Championnat du Monde de Motocross en catégorie MX1.

### Natation
La natation est un sport populaire parmi les Estoniens. Dans la dernière décennie, les athlètes estoniens ont trouvé un certain succès, remportant plusieurs médailles aux championnats de natation en petit bassin européennes. Jane Trepp, Triin Aljand et Martti Aljand ont remporté des médailles au cours des dernières années.

### Rallye

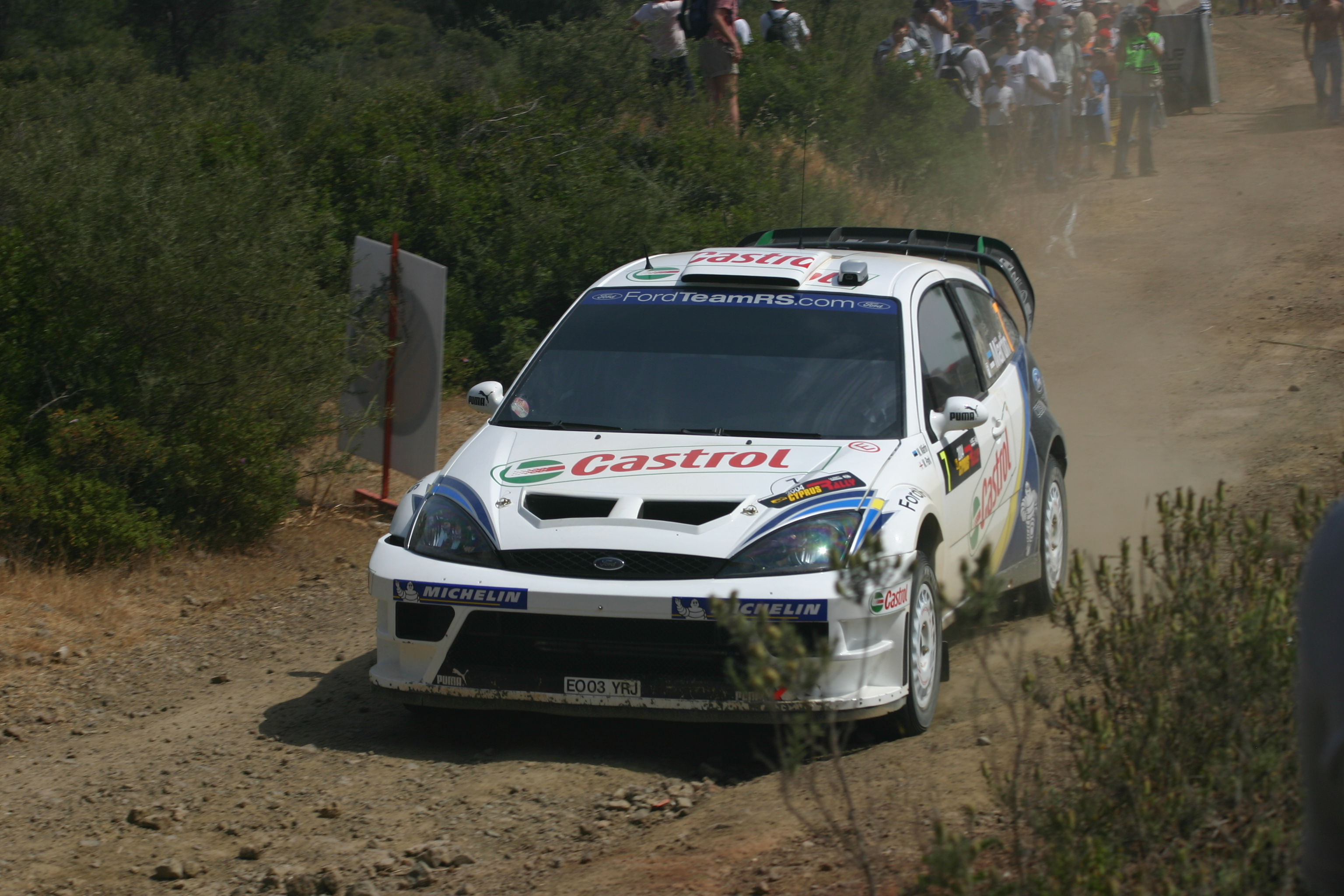
Markko Märtin

Markko Märtin a été le premier Estonien qui a réussi à remporter un rallye en championnat du monde des rallyes (WRC). Il obtient cinq victoires, un total de 18 podiums, 207 points et 101 victoires d'étape. Il termine à la 3e place du championnat 2004.
Urmo Aava et Ott Tanak ont marqué plusieurs points en WRC.
Ott Tanak devient le premier Estonien champion du monde des rallyes en 2019.

### Rugby
Le rugby est un sport mineur mais en croissance.

### Ski
Le ski est très populaire en Estonie. Otepää est une station de ski populaire. Otepää est également connu comme la « capitale d'hiver » de l'Estonie (par opposition à la «capitale d'été » Pärnu). Une étape de la coupe du monde de ski de fond a lieu à Otepää. Les Championnats de ski nordique du monde juniors 2011 ont eu lieu à Otepää également.
En 2000, Raul Olle remporte la Vasaloppet, qui est considéré comme l'une des plus anciennes, une des plus longues et populaires courses de ski de fond dans le monde.
Lors des Jeux olympiques, l'Estonie a remporté quatre médailles d'or, par Andrus Veerpalu en 2002 et 2006 et deux de Kristina Šmigun-Vähi en 2006, deux en argent par Veerpalu en 2002 et Šmigun-Vähi en 2010 et une médaille de bronze, Jaak Mae en 2002.
Andrus Veerpalu, Kristina Šmigun-Vähi et Jaak Mae sont quelques-uns des athlètes les plus populaires en Estonie.

### Tennis

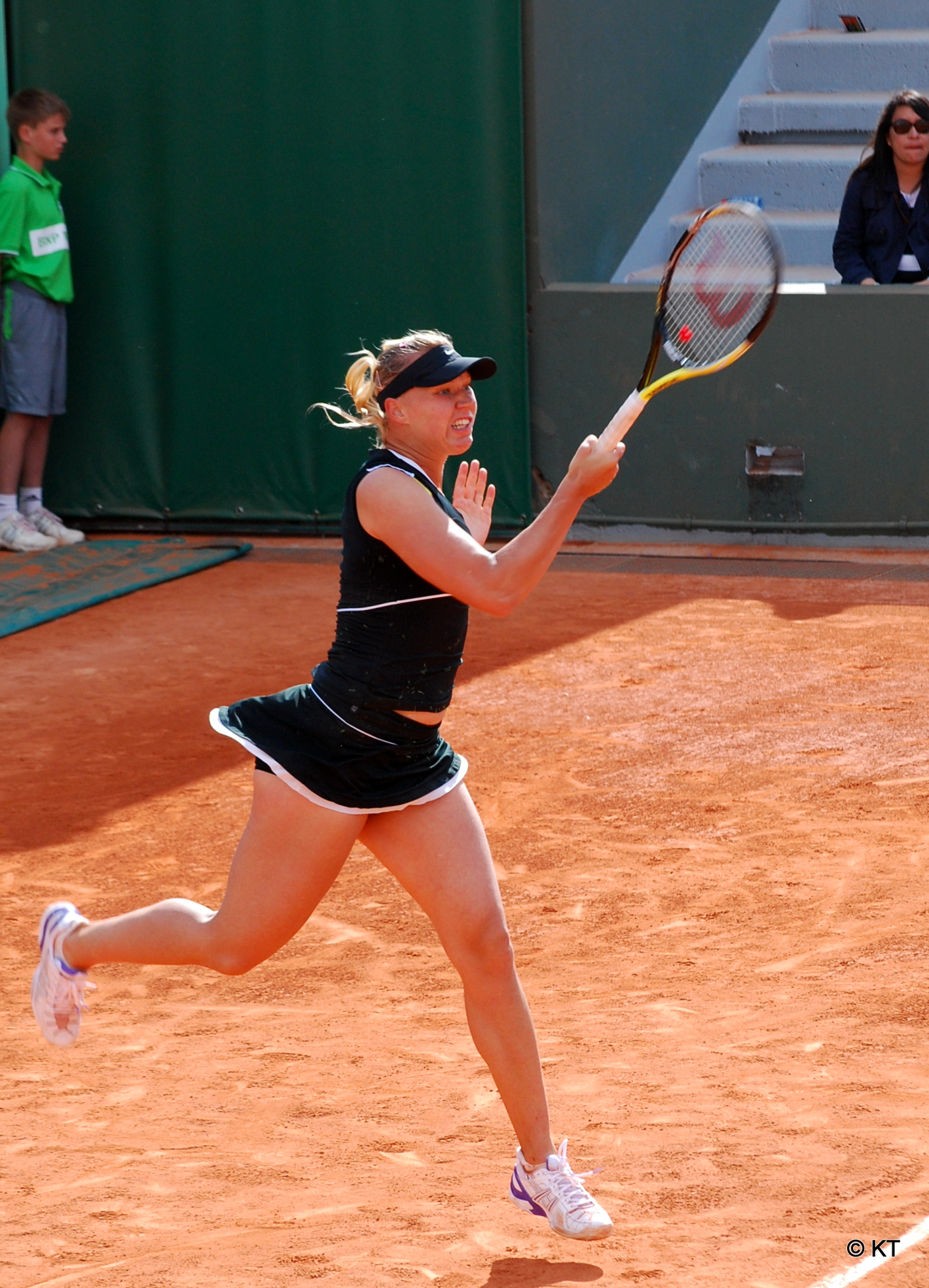
Kaia Kanepi à l'open de France.

Kaia Kanepi est une joueuse de tennis professionnelle. Kanepi a remporté son premier titre sur le circuit WTA à Palerme en 2010, devenant la première joueuse estonienne à remporter un titre WTA. Elle a également atteint à cinq rerprises les quarts de finale d'un tournoi du Grand Chelem, devenant le premier athlète estonien à atteindre ce niveau, et le premier Estonien à être classé dans le top 20.
Anett Kontaveit s'incline en finale de l'US Open junior 2012.

### Volley-ball
L'équipe nationale de volleyball masculin a terminé le Championnat d'Europe 2009 à la 14e place, le Championnat d'Europe 2011 à la 12e place et le Championnat d'Europe 2015 à la 11e place.

### Autres sports
Le sumo n'était pas très populaire en Estonie dans le passé, mais depuis que Baruto a percé dans ce sport, le sumo a gagné en popularité.    
Margus Hunt est un ailier défensif estonien de football américain pour les Bengals de Cincinnati de la Ligue nationale de football (NFL).
Andrus Murumets est un homme fort estonien. Il a remporté la Ligue des Champions en 2009.    
Kiiking, un sport relativement nouveau, a été inventé en 1996 par Ado Kosk en Estonie. Le Kiiking implique une balançoire modifiée dans laquelle le coureur de la balançoire essaie d'effectuer un tour de 360 degrés.    
L'Estonie a également gagné de nombreuses médailles dans les compétitions de voile sur glace.
Le sportif estonien du XXe siècle est le joueur d'échecs, Paul Kérès (1916-1975), qui figurait sur les billets de banque de la monnaie estonienne et dont l'effigie se trouve aussi sur les pièces de monnaie frappées en Euro. Vainqueur du tournoi AVRO en 1938, multiple fois candidat au titre mondial, Kérès est considéré comme un des plus forts joueurs d'échecs qui n'a pas été champion du monde.